# قائمة البعثات الدبلوماسية في موزمبيق

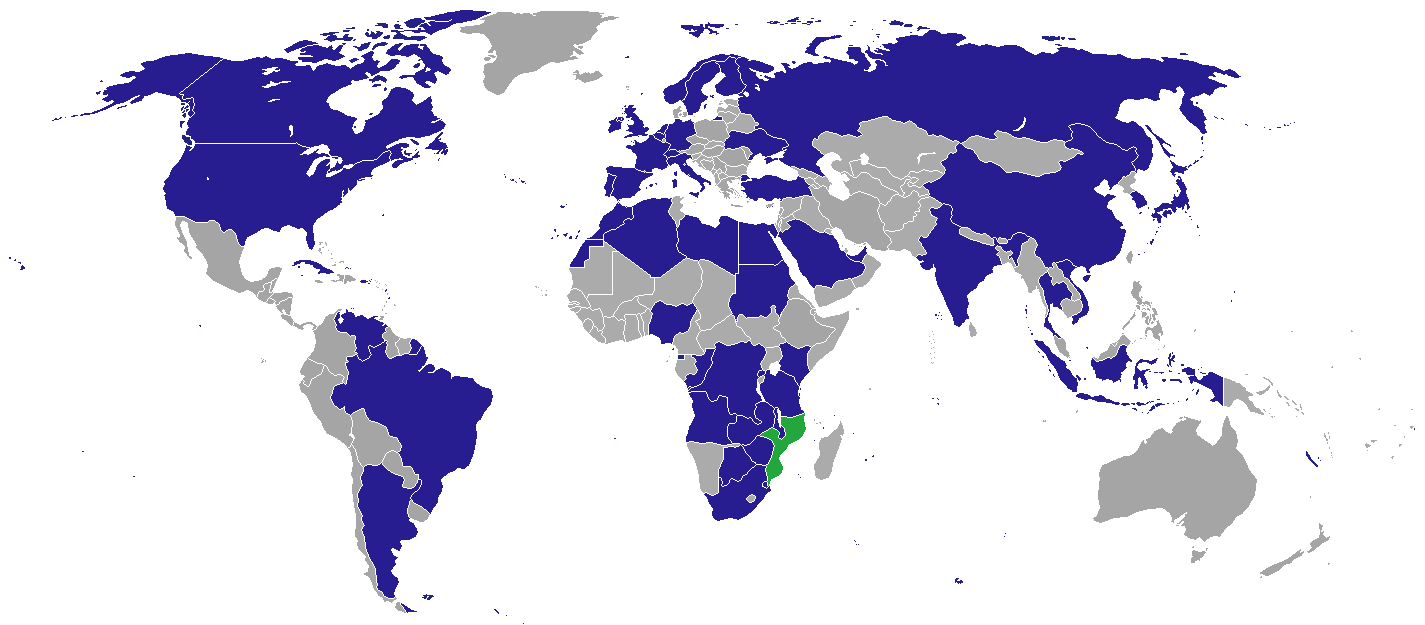
خريطة البعثات الدبلوماسية في موزمبيق

هذه قائمة بالبعثات الدبلوماسية في موزمبيق. في الوقت الحاضر، تستضيف عاصمة مابوتو 52 سفارة / لجنة عليا. العديد من الدول الأخرى لديها قناصل فخريون لتقديم خدمات الطوارئ لمواطنيها. العديد من البلدان الأخرى لديها سفراء غير مقيمين معتمدين من عواصم إقليمية أخرى، مثل بريتوريا وهراري.

## البعثات الدبلوماسية فيمابوتو

### السفارات / اللجان العليا
- الجزائر
- أنغولا
- الأرجنتين
- بوتسوانا
- البرازيل
- كندا
- الصين
- الكونغو كينشاسا
- كوبا
- تيمور الشرقية
- مصر
- غينيا الإستوائية
- إسواتيني
- فنلندا
- فرنسا
- ألمانيا
- الكرسي الرسولي
- الهند
- إندونيسيا
- أيرلندا
- إيطاليا
- اليابان
- كينيا
- ليبيا
- مالاوي
- موريشيوس
- هولندا
- نيجيريا
- النرويج
- فلسطين
- البرتغال
- روسيا
- رواندا[1]
- الجمهورية الصحراوية
- السعودية
- جنوب إفريقيا
- كوريا الجنوبية
- إسبانيا
- فرسان مالطا
- السودان
- السويد
- سويسرا
- تنزانيا
- تركيا
- الإمارات العربية المتحدة
- المملكة المتحدة
- الولايات المتحدة
- فنزويلا
- فيتنام
- زامبيا
- زيمبابوي

### البعثات والوفود الأخرى
- بلجيكا (مكتب دبلوماسي)
- الاتحاد الأوروبي (تفويض)

## البعثات القنصلية
"" بيرا (موزمبيق) ""
- البرتغال (القنصلية العامة)
- زمبابوي (قنصلية)

## السفارات غير المقيمة / العمولات العليا
في بريتوريا ما لم يذكر خلاف ذلك:
- أفغانستان (القاهرة)
- أستراليا[2]
- النمسا (هراري)
- بنغلاديش
- بلجيكا[3]
- بلغاريا[4]
- بوروندي
- جمهورية إفريقيا الوسطى
- الكاميرون (أديس أبابا)[5]
- الرأس الأخضر (لواندا)
- تشيلي
- جزر القمر (أديس أبابا)
- كرواتيا[6]
- قبرص[7]
- جمهورية التشيك
- دنمارك
- إرتريا
- إثيوبيا (هراري)
- جورجيا
- غانا (هراري)
- اليونان[8]
- المجر
- إيران (بريتوريا)
- إسرائيل (لواندا)[9]
- لاوس (نيودلهي)
- ليسوتو
- ليتوانيا[10]
- جزر المالديف (New Delhi)
- ماليزيا
- مالي
- المكسيك
- ناميبيا
- نيوزيلندا
- كوريا الشمالية (دار السلام (تنزانيا))
- باكستان
- باراغواي[11]
- بيرو[12]
- الفلبين
- بولندا
- رومانيا[13]
- سيراليون (Pretoria)
- صربيا
- سلوفاكيا[14]
- تايوان (مبابان)[15]
- ترينيداد وتوباغو[16]
- توغو
- تايلاند
- أوكرانيا (Luanda)[17]
- الإمارات العربية المتحدة
- اليمن

## السفارات السابقة
- الدنمارك
- آيسلندا
- كوريا الشمالية (أغلقت في 1995)[18]